# Lovie Simone
Lovie Simone Oppong, née le 29 novembre 1998 à New York, est une actrice américaine. Elle est surtout connue pour son rôle de Zora Greenleaf dans Greenleaf, Selah Summers dans Selah et Spades and Tabby dans The Craft : Les Nouvelles sorcières.

## Biographie
Simone est née le 29 novembre 1998 à New York. Son père est ghanéen et sa mère est afro-américaine. Elle a fréquenté Monroe-Woodbury High School (en) de sa première année à sa dernière année.

## Filmographie

### Cinéma
- 2018 : Monster : Renee Pickford
- 2019 : Share de Pippa Bianco : Jenna
- 2019 : Selah et Spades : Selah Summers
- 2020 : The Craft : Les Nouvelles sorcières (The Craft: Legacy) : Tabby
- 2022 : The Walk : Wendy Robbins
- 2023 : 57 secondes :

### Télévision
- 2016 – 2020 : Greenleaf : Zora Greenleaf
- 2017 : Orange Is the New Black : Jasmin
- 2017 : Blue Bloods : Gina Walker
- 2020 : Social Distance : Ayana
- 2021 : Power Book III: Raising Kanan : Davina Harrison
- 2025 : Pour toujours : Keisha Clark